# Сейслинг, Игорь
Игорь Сейслинг (нидерл. Igor Sijsling; родился 18 августа 1987 года в Амстердаме, Нидерланды) — нидерландский профессиональный теннисист; финалист одного турнира Большого шлема в парном разряде (Australian Open-2013); победитель одного турнира ATP в парном разряде; бывшая десятая ракетка мира в юниорском рейтинге.

## Общая информация
Игорь — один из двух сыновей Яна и Елены Сейслингов; его брата зовут Эдвард.
Сейслинг-младший в теннисе с пяти лет. Любимые покрытия — грунт и трава.

## Спортивная карьера
Профессиональную карьеру начал в 2005 году. В 2006 году выиграл три турнира из серии ITF Futures. В июле того же года дебютировал на соревнованиях ATP-тура в одиночном разряде, получив специальное приглашение от организаторов турнира в Амерсфорте (в парном разряде его дебют состоялся на этом турнире годом ранее). В 2008 году победил ещё на двух турнирах Futures. В июле 2009 года впервые вышел в финал турнира серии ATP Challenger в Манчестере. В феврале 2010 года вышел во второй раунд турнира ATP в Роттердаме, а в июне до той же стадии на турнире в Хертогенбосе, а в сентябре в Меце.
В ноябре 2010 года выигрывает первый турнир «челленджер» в Эккентале. В июне 2011 года Сейслинг дебютирует в основных соревнованиях турнира серии Большого шлема Уимблдоне. В сентябре того же года он выиграл второй «челленджер» в Алфен-ан-ден-Рейне. Через две недели в Меце впервые вышел в четвертьфинал турнира ATP, обыграв Григора Димитрова и Филиппа Кольшрайбера.
В феврале 2012 года ему удалось выиграть два «челленджера» (в Кемпере и Вольфсбурге). В мае, пройдя квалификационный раунды, дебютировал в основной сетке Открытого чемпионата Франции. В июне вышел в четвертьфинал в Хертогенбосе. В июле выиграл «челленджер» в Ванкувере тем самым впервые войдя в первую сотню в рейтинге ATP. В августе на Открытом чемпионате США вышел во второй раунд, уступив только № 5 в мировом рейтинге Давиду Ферреру. в сентябре до четвертьфинала он дошел на турнире в Куала-Лумпуре. На турнире серии Мастерс в Париже в матче первого раунда обыграл игрока из первой двадцатки Александра Долгополова 6-4, 6-2, но во втором уступает Типсаревичу 4-6, 6-7(0).
На Открытом чемпионате Австралии в парном разряде совместно с Робином Хасе, с которым он выступал в туре с разной периодичностью с 2005 года, Сейслинг смог впервые в карьере выйти в финал турнира серии Большого шлема. В решающем матче они уступили первой сеяной паре американцам Бобу и Майку Брайанам 3-6, 4-6.
В 2013 году в одиночном соревнованиях как игрок из первой сотни в основном выступает на турнирах ATP-тура, но выбывает на стадии первых раундов. Первый прорыв произошел на турнире в Дюссельдорфе, где он впервые смог дойти до полуфинала. На Открытом чемпионате Франции он вышел во второй раунд. На травяном турнире в Лондоне вышел в третий раунд. Такого же результата ему удалось добиться на Уимблдонском турнире, что становится для Сейслинга впервые для турниров серии Большого шлема.

## Рейтинг на конец года
| Год  | Одиночный рейтинг | Парный рейтинг |
| 2014 | 84                | 185            |
| 2013 | 70                | 39             |
| 2012 | 68                | 324            |
| 2011 | 200               | 340            |
| 2010 | 126               | 257            |
| 2009 | 245               | 352            |
| 2008 | 525               | 351            |
| 2007 | 385               | 243            |
| 2006 | 302               | 351            |
| 2005 | 783               | 753            |
| 2004 | 884               | 1 760          |

## Выступления на турнирах

### Финалы челленджеров и фьючерсов в одиночном разряде (21)

#### Победы (11)
| Титулы            |
| Челленджеры (6+3) |
| Фьючерсы (5+4)    |

| Титулы по покрытиям | Титулы по месту проведения матчей турнира |
| ------------------- | ----------------------------------------- |
| Хард (5+3)          | Зал (3+3)                                 |
| Грунт (4+3)         | Зал (3+3)                                 |
| Трава (0)           | Открытый воздух (8+4)                     |
| Ковёр (2+1)         | Открытый воздух (8+4)                     |

| №   | Дата             | Турнир                                  | Покрытие | Соперник в финале | Счёт           |
| 1.  | 2 июля 2006      | Херхюговард, Нидерланды                 | Грунт    | Стефан Вотерс     | 7-6(2) 6-3     |
| 2.  | 30 июля 2006     | Синт-Кателейне-Вавер, Бельгия           | Грунт    | Стефан Вотерс     | 6-4 6-4        |
| 3.  | 6 августа 2006   | Саранск, Россия                         | Грунт    | Фаррух Дустов     | 7-6(8) 6-4     |
| 4.  | 16 ноября 2008   | Гонолулу, США                           | Хард     | Даниэль Ю         | 6-3 7-6(3)     |
| 5.  | 30 ноября 2008   | Санто-Доминго, Доминиканская Республика | Хард     | Андрей Куманцов   | 7-6(5) 4-6 6-1 |
| 6.  | 25 июня 2010     | Гёусдал, Норвегия                       | Хард     | Риккардо Гедин    | 7-5 — отказ    |
| 7.  | 7 ноября 2010    | Эккенталь, Германия                     | Ковёр(i) | Рубен Бемельманс  | 3-6 6-2 6-3    |
| 8.  | 11 сентября 2011 | Алфен-ан-ден-Рейн, Нидерланды           | Грунт    | Ян-Леннард Штруфф | 7-6(2) 6-3     |
| 9.  | 12 февраля 2012  | Кемпер, Франция                         | Хард(i)  | Малик Джазири     | 6-3 6-4        |
| 10. | 26 февраля 2012  | Вольфсбург, Германия                    | Ковёр(i) | Ежи Янович        | 4-6 6-3 7-6(9) |
| 11. | 5 августа 2012   | Ванкувер, Канада                        | Хард     | Сергей Бубка      | 6-1 7-5        |

#### Поражения (10)
| №   | Дата           | Турнир                    | Покрытие | Соперник в финале       | Счёт           |
| 1.  | 22 апреля 2007 | Кремона, Италия           | Хард     | Габриэль Трухильо-Солер | 2-6 3-6        |
| 2.  | 24 ноября 2007 | Шрусбери, Великобритания  | Хард(i)  | Игорь Куницын           | 2-6 4-6        |
| 3.  | 2 мая 2009     | Виченца, Италия           | Грунт    | Франческо Алди          | 3-6 6-4 4-6    |
| 4.  | 19 июля 2009   | Манчестер, Великобритания | Трава    | Оливье Рохус            | 3-6 6-4 2-6    |
| 5.  | 8 ноября 2009  | Чхунчхон, Южная Корея     | Хард     | Лу Яньсюнь              | 2-6 3-6        |
| 6.  | 20 марта 2010  | Бат, Великобритания       | Хард(i)  | Андрей Мартин           | 6-2 2-6 6-7(4) |
| 7.  | 14 ноября 2010 | Ахен, Германия            | Ковёр(i) | Дастин Браун            | 3-6 6-7(3)     |
| 8.  | 22 июля 2012   | Гранби, Канада            | Хард     | Вашек Поспишил          | 6-7(2) 4-6     |
| 9.  | 6 октября 2013 | Монс, Бельгия             | Хард(i)  | Радек Штепанек          | 3-6 5-7        |
| 10. | 26 января 2014 | Хайльбронн, Германия      | Хард(i)  | Петер Гоёвчик           | 4-6 5-7        |

### Финалы турниров Большого шлема в парном разряде (1)

#### Поражения (1)
| №  | Год  | Турнир          | Покрытие | Партнёр    | Соперники в финале     | Счёт    |
| 1. | 2013 | Australian Open | Хард     | Робин Хасе | Боб Брайан Майк Брайан | 3-6 4-6 |

### Финалы турнировATPв парном разряде (4)

#### Победы (1)
| Легенда                    |
| -------------------------- |
| Турниры Большого шлема (0) |
| Финал АТР-тура (0)         |
| ATP Мастерс 1000 (0)       |
| АТР 500 (0)                |
| АТР 250 (0+1)              |

| Титулы по покрытиям | Титулы по месту проведения матчей турнира |
| ------------------- | ----------------------------------------- |
| Хард (0+1)          | Зал (0)                                   |
| Грунт (0)           | Зал (0)                                   |
| Трава (0)           | Открытый воздух (0+1)                     |
| Ковёр (0)           | Открытый воздух (0+1)                     |

| №  | Дата         | Турнир       | Покрытие | Партнёр            | Соперники в финале            | Счёт       |
| 1. | 28 июля 2013 | Атланта, США | Хард     | Эдуар Роже-Васслен | Колин Флеминг Джонатан Маррей | 7-6(6) 6-3 |

#### Поражения (3)
| №  | Дата           | Турнир                | Покрытие | Партнёр            | Соперники в финале                 | Счёт          |
| 1. | 20 июля 2008   | Амерсфорт, Нидерланды | Грунт    | Рогир Вассен       | Йессе Хута Галунг Франтишек Чермак | 5-7 5-7       |
| 2. | 26 января 2013 | Australian Open       | Хард     | Робин Хасе         | Боб Брайан Майк Брайан             | 3-6 4-6       |
| 3. | 21 июля 2013   | Богота, Колумбия      | Хард     | Эдуар Роже-Васслен | Пурав Раджа Дивидж Шаран           | 6-7(4) 6-7(3) |

### Финалы челленджеров и фьючерсов в парном разряде (18)

#### Победы (7)
| №  | Дата            | Турнир                 | Покрытие | Партнёр             | Соперники в финале                       | Счёт              |
| 1. | 6 августа 2005  | Л’Акуила, Италия       | Грунт    | Робин Хасе          | Фредерик Нуссбаум Бенджамин Руфер        | 6-4 7-6(8)        |
| 2. | 14 мая 2006     | Льейда, Испания        | Грунт    | Анталь ван дер Дёйм | Карлос Рексач-Итоис Эктор Руис-Каденас   | 6-2 7-6(2)        |
| 3. | 5 ноября 2006   | Луисвилл, США          | Хард(i)  | Робин Хасе          | Амер Делич Роберт Кендрик                | Без игры          |
| 4. | 22 апреля 2007  | Кремона, Италия        | Хард     | Иван Черович        | Габриэль Трухильо-Солер Алехандро Фаббри | 7-6(3) 6-4        |
| 5. | 25 августа 2007 | Влардинген, Нидерланды | Грунт    | Тимо де Баккер      | Данни Спиренбург Сериньо Вейденбосх      | 6-4 7-6(6)        |
| 6. | 14 ноября 2010  | Ахен, Германия         | Ковёр(i) | Рубен Бемельманс    | Джейми Дельгадо Джонатан Маррей          | 6-4 3-6 [11-9]    |
| 7. | 6 октября 2013  | Монс, Бельгия          | Хард(i)  | Йессе Хута Галунг   | Эрик Буторак Равен Класен                | 4-6 7-6(2) [10-7] |

#### Поражения (11)
| №   | Дата             | Турнир                        | Покрытие | Партнёр               | Соперники в финале                    | Счёт              |
| 1.  | 11 сентября 2005 | Энсхеде, Нидерланды           | Грунт    | Йессе Хута Галунг     | Ральф Грамбов Саша Клёр               | Без игры          |
| 2.  | 26 ноября 2005   | Ашкелон, Израиль              | Хард     | Робин Хасе            | Михал Навратил Роман Кутац            | 6-7(2) 6-3 2-6    |
| 3.  | 26 февраля 2006  | Загреб, Хорватия              | Хард(i)  | Робин Хасе            | Вилим Висак Петар Еленич              | 4-6 6-4 6-7(2)    |
| 4.  | 17 сентября 2006 | Алмере, Нидерланды            | Грунт    | Йессе Хута Галунг     | Тимо де Баккер Анталь ван дер Дёйм    | 6-4 1-6 4-6       |
| 5.  | 25 мая 2007      | Парма, Италия                 | Грунт    | Тимо де Баккер        | Альберто Брицци Джанкарло Петраццуоло | 6-1 4-6 3-6       |
| 6.  | 11 августа 2007  | Виго, Испания                 | Грунт    | Пабло Сантос-Гонсалес | Леонардо Адзаро Ламин Уахаб           | 6-2 4-6 [7-10]    |
| 7.  | 21 октября 2007  | Ла-Рош-сюр-Йон, Франция       | Хард(i)  | Владимир Обрадович    | Рафаэль Дарек Лукаш Росол             | 3-6 2-6           |
| 8.  | 16 ноября 2008   | Гонолулу, США                 | Хард     | Мэтт Рид              | Джеймс Ладлоу Андреас Сильестрём      | 0-6 6-4 [4-10]    |
| 9.  | 2 мая 2009       | Виченца, Италия               | Грунт    | Ник ван дер Мер       | Гильермо Карри Андрей Крачман         | 1-6 6-7(1)        |
| 10. | 25 апреля 2010   | Афины, Греция                 | Хард     | Робин Хасе            | Рик де Вуст Лу Яньсюнь                | 3-6 4-6           |
| 11. | 11 сентября 2011 | Алфен-ан-ден-Рейн, Нидерланды | Грунт    | Матве Мидделкоп       | Анталь ван дер Дёйм Тимо де Баккер    | 4-6 7-6(4) [6-10] |